# Frontón Atano III
El Frontón Atano III es un frontón corto de pelota vasca localizado en el barrio de Amara en la Ciudad Deportiva Anoeta de la localidad de San Sebastián (Guipúzcoa) España. En el que se pueden disputar las modalidades de mano y pala corta. Fue construido en 1963 a fin de responder con un frotón de garantías, a la alta demanda por parte de los profesionales y los aficionados de la capital guipuzcoana, tomando como nombre el de Frontón Anoeta. Fue reformado en el año 1995, fecha en la cual se le cambió su denominación por la de Frontón Atano III, en honor a Atano III, considerado mejor pelotari guipuzcoano de la historia.
Era el frontón que albergaba casi todos los años el principal partido de pelota vasca del año, la final manomanista, habiendo albergado hasta la fecha 40 de estas finales.

## Galería

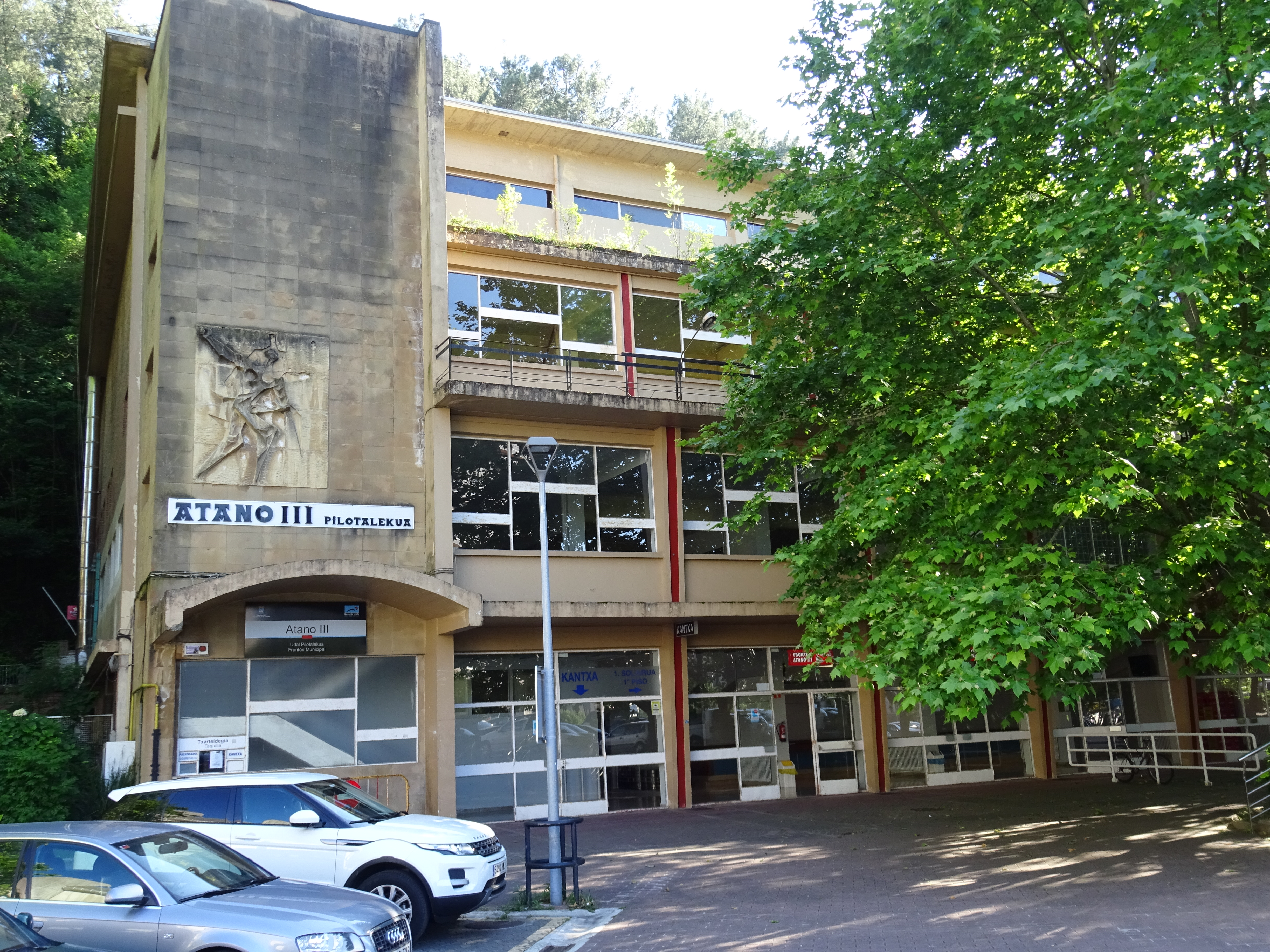
Exterior del frontón Atano III.
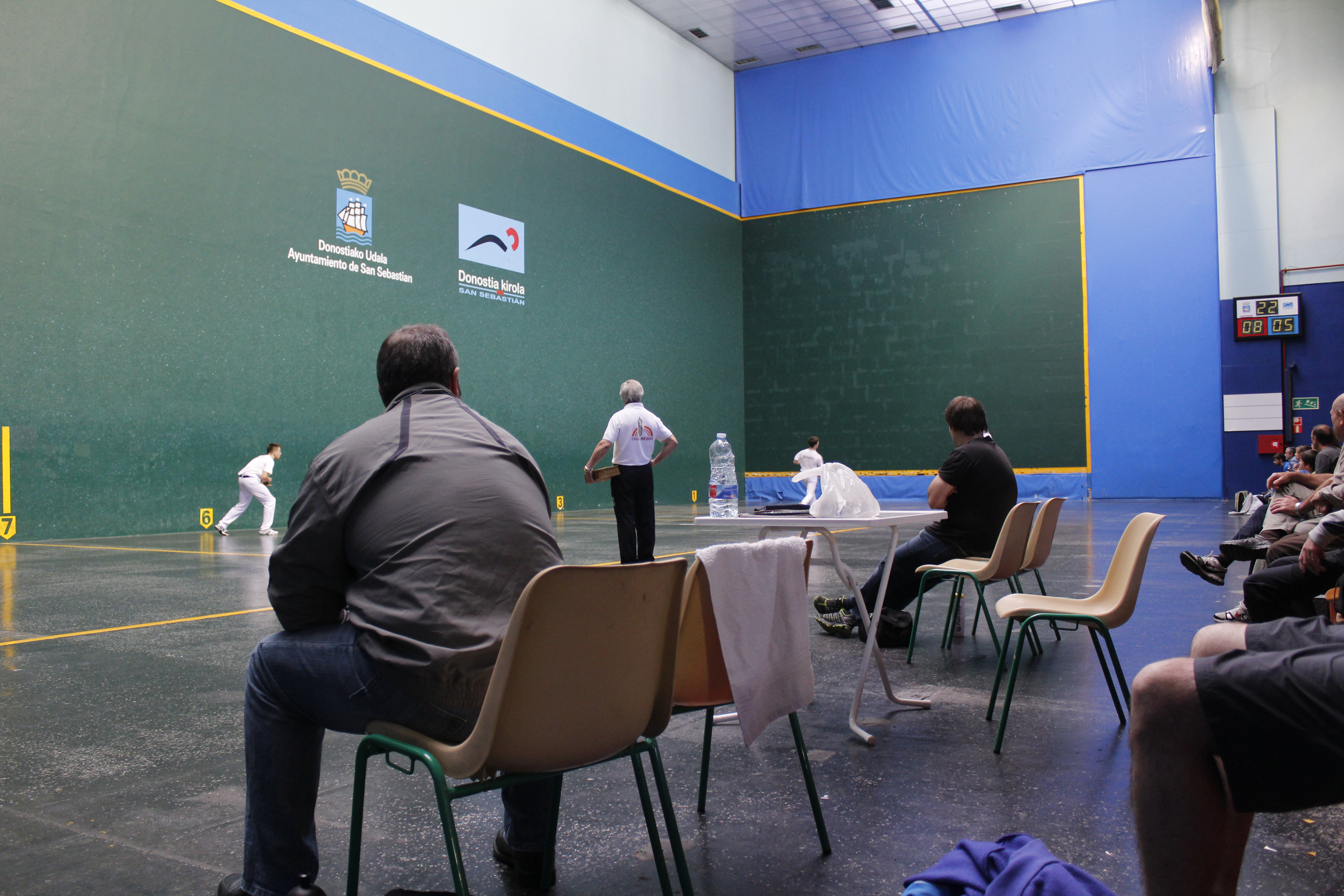
Interior del frontón Atano III.